# 三宅大志
三宅 大志（みやけ たいし、1975年7月22日 - ）は、日本の漫画家。男性。「みやした けい」の別名義も持つ。神奈川県出身。血液型はAB型。
白内障にかかり、治療のため「ろんぐらいだぁすとーりーず！」の連載は2022年から長期休載となっている。

## 作品リスト

### 漫画作品
- すぱすぱ（『月刊コミックドラゴン』→『月刊ドラゴンエイジ』2002年 - 2005年）
- 伝説の鍛冶屋さん（『まんがタイムきらら』2003年 - 2005年） - 第9回を最後に休載。『クリムゾングレイヴ』に併録。
- クリムゾングレイヴ（『ドラゴンエイジピュア』→『ドラゴンエイジ』2006年 - 2009年）
- 30歳の保健体育 恋のステップアップ編（原作：『30歳の保健体育』、キャラクター原案：ゑむ、『まんが4コマぱれっと』2010年 - 2012年）
- ろんぐらいだぁす!（『月刊ComicREX』2012年 - 2018年）
  - ろんぐらいだぁすとーりーず！（『月刊ブシロード』2019年 - ） - 移籍に伴い改題。

### 書籍
みやしたけい名義
- 『HAPPINESS DAYS』、三和出版〈サンワコミックス〉、2001年12月、ISBN 4-88356-106-2、成年コミック指定

三宅大志名義
- 『すぱすぱ』、富士見書房〈ドラゴンコミックス〉2003年 - 2006年、全6巻、未完
  - （完全版）一迅社〈DNAコミックス〉2011年、全4巻、ドラゴンコミックス未収録の特別編等も収録。

- 『Quartet 吉野四姉妹物語 三宅大志短編集』、富士見書房〈ドラゴンコミックス〉、2005年4月発行、ISBN 4-04-926254-1、みやしたけい名義で発表された作品を含む短編集。
- 『クリムゾングレイヴ』、富士見書房〈コミックドラゴンJr〉2007年 - 2009年、全7巻
  - （新装版）一迅社〈REXコミックス〉2013年、全4巻

- 『30歳の保健体育 恋のステップアップ編』、一迅社〈4コマKINGSぱれっとコミックス〉2011年 - 2012年、全2巻
- 『ろんぐらいだぁす!』、一迅社〈REXコミックス〉2013年 - 2017年、全11巻（副読本含む）、未完
  - KADOKAWA、2019年 - 2020年、全12巻（副読本含む）、第10巻以外はREXコミックスの新装版。

- 『ろんぐらいだぁすとーりーず！』、KADOKAWA〈 ブシロードコミックス〉、2021年 - 刊行中、既刊3巻（副読本含む / 2024年9月6日現在）
- 『ろんぐらいだぁす！短編集』、KADOKAWA〈ブシロードコミックス〉2024年、短編集

### その他
- 『ろんぐらいだぁす！』ツーリングガイド（2013年 - 2017年）イラスト
- ろんぐらいだぁす！ 〜ぱぁしゅうたぁず ろんぐらいだぁす！・じゅにあ〜（小説：阿羅本景、2016年）イラスト